# 나카노시마역 (홋카이도)
나카노시마역(일본어: 中の島駅, なかのしまえき)은 일본 홋카이도 삿포로시 도요히라구에 위치한 삿포로 시영 지하철의 역이다.

## 역 구조
2면 2선의 상대식 승강장이다. 시로이시나카노시마도리의 하부에 위치하고 출입구는 이 거리와 나카노시마도리의 사거리에 위치한다. 승강장이 개찰구와 바로 연결되는 역 구조 때문에 대합실은 없다.
엘리베이터는 북쪽(2번 승강장 측)에 먼저 설치되었고 2011년 7월에 남쪽(1번 승강장 측)에도 설치되었다.
삿포로 시영 지하철의 개찰구와 승강장이 서로 연결되는 역에서는 유일하게 2번 승강장 측에 역 사무실이 있다.
개찰구 및 출구는 모두 승강장의 아사부 방향에 있는 개찰구 내에 양쪽의 승강장을 연결하는 통로가 있다.

### 타는 곳
| 1 | 난보쿠 선 | 히라기시・마코마나이 방면   |
| 2 | 난보쿠 선 | 오도리・삿포로・아사부 방면 |

## 이용 현황
삿포로 시 교통국의 조사에 따르면 2015년도 1일 평균 승차 인원은 5,808명이다.
최근 1일 평균 승차 인원의 추이는 다음과 같다.
| 연도 | 1일 평균 승차 인원 |
| ---- | ------------------ |
| 2008 | 5,839              |
| 2009 | 5,649              |
| 2010 | 5,546              |
| 2011 | 5,521              |
| 2012 | 5,670              |
| 2013 | 5,823              |
| 2014 | 5,804              |
| 2015 | 5,808              |

## 역 주변
도요히라강과 쇼진강 사이에 낀 하중도인 "나카노시마" 지구의 북쪽에 있고 서쪽으로 도요히라강 인근에 호로히라바시가 있다. 역 주변으로는 중고층 주택 외, 상점과 사무실, 종교 시설, 학술・연구 기관 등이 있어 개척 이후에도 사과 농원이 많이 남아 있다. 또한, 러브 호텔이 많이 보이는 것도 특징이었는데, 근년에 들어 감소 경향에 있다.
- 도요히라 경찰서 나카노시마 파출소
- 삿포로 나카노시마 우체국
- 삿포로 시립 나카노시마 초등학교
- 삿포로 시립 나카노시마 중학교
- 삿포로 시 나카노시마 어린이회관
- 삿포로 시 도요히라 노인 복지 센터
- 나카노시마 신사

## 역사
- 1971년 12월 16일: 기타24조 ~ 마코마나이 역간 개통에 따라 영업 개시.
- 2012년 12월 8일: 스크린도어 사용 개시[1].

## 사진

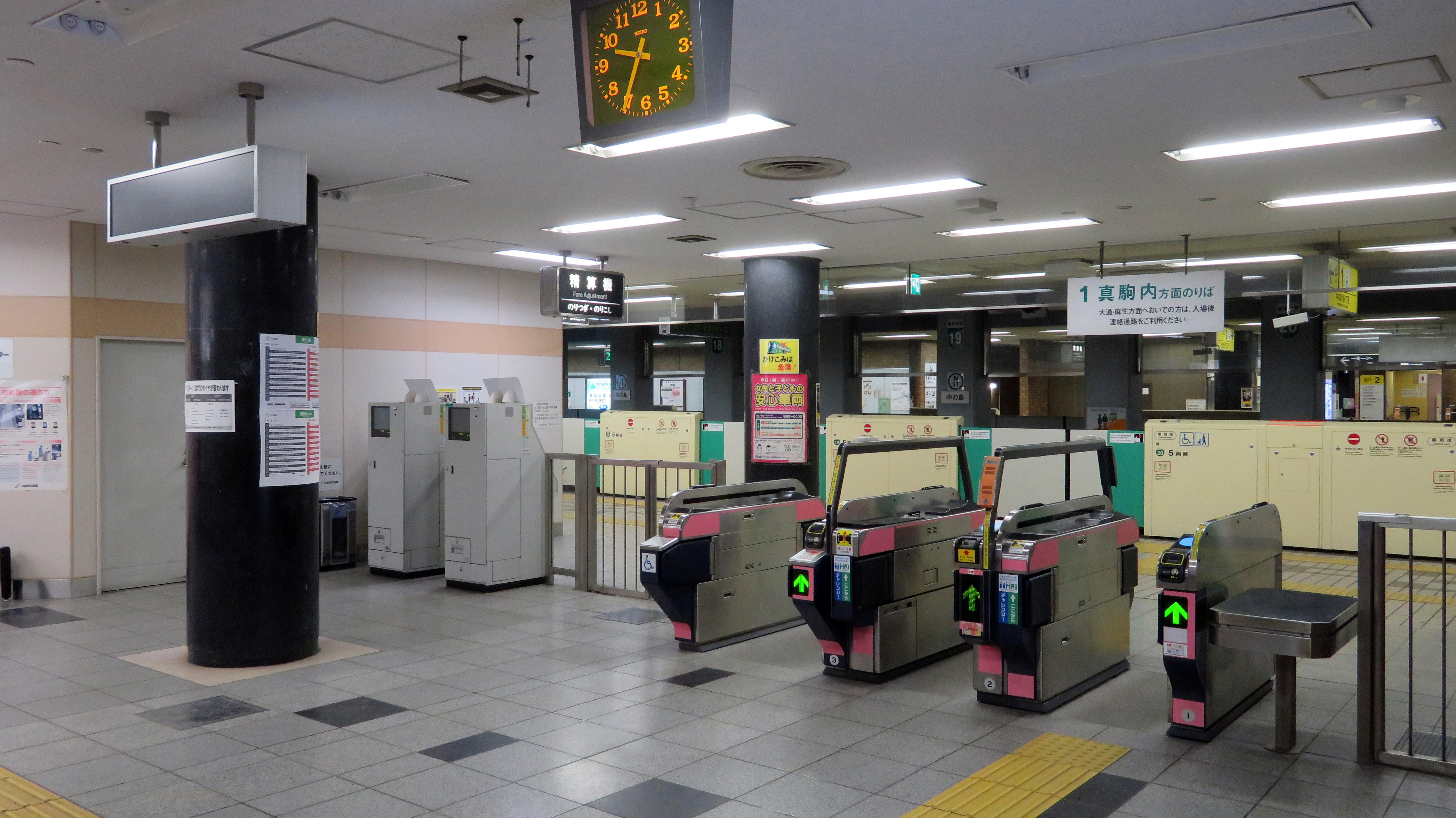
개찰구 (바로타 구조)
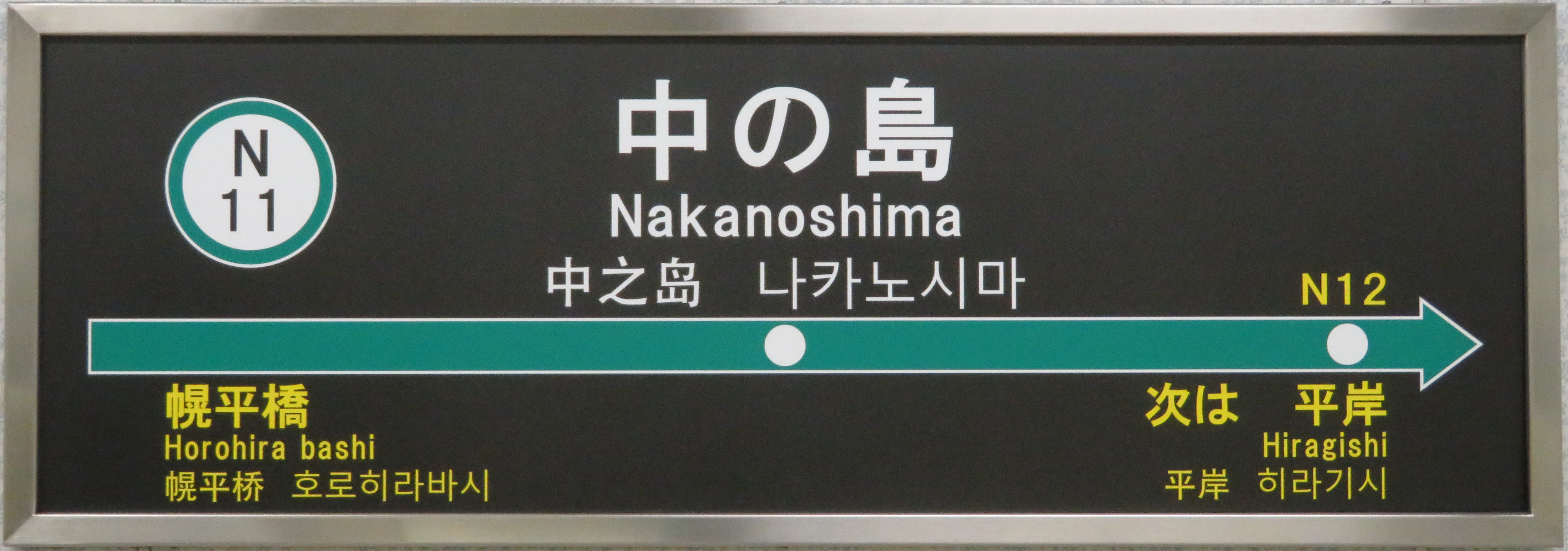
역명판

## 그 외
역 스탬프는 나카노시마 역의 이니셜 N중에 나카노시마 신사와 사자가 그려져 있다.

## 같이 보기
- 나카노시마역 (가나가와현) - 가나가와 현 가와사키 시에 있는 역
- 나카노시마역 (오사카부) - 오사카 부 오사카 시에 있는 역

## 인접역
| 삿포로 시 교통국 지하철 난보쿠 선 | 삿포로 시 교통국 지하철 난보쿠 선 | 삿포로 시 교통국 지하철 난보쿠 선 |
| --------------------------------- | --------------------------------- | --------------------------------- |
| N10 호로히라바시 아사부 방면      | ● 난보쿠 선                       | N12 히라기시 마코마나이 방면      |